# Vaiassa
Vaiassa (anche Vajassa) è un vocabolo napoletano che originariamente ha il significato di "serva" o "domestica", più recentemente anche usato (sempre in ambito locale), come sinonimo di donna di bassa condizione civile, sguaiata e volgare, "sbraitante e rissaiola".

## Storia
Scriveva l'abate Ferdinando Galiani (XVIII secolo) nel suo celebre Vocabolario:
(Ferdinando Galiani, Vocabolario delle parole del dialetto napoletano, 1789, tomo II, ad vocem)
Il vocabolo venne utilizzato ai primi del XVII secolo da Giulio Cesare Cortese, autore di un poema eroicomico dialettale "sulle serve" intitolato Vaiasseide, pubblicato probabilmente nel 1604.
L'abate Galiani cita inoltre un proverbio napoletano legato alle vaiasse: «Me faje l'ammico, e mme mpriene la Vajassa» (Fai mostra di essermi amico, e metti incinta la mia serva) per indicare il tradimento fatto da chi meno lo si aspetta. Commentava l'abate: "È singolare che i nostri antichi credessero maggior tradimento quello di corromper le loro serve che non le loro donne".
Nel gergo della malavita napoletana alla fine del XIX secolo "vaiassa" significava "prostituta"; parimenti in siciliano (specialmente nella Sicilia Orientale), "bayascia". Questo è anche il significato attribuitogli in tempi relativamente recenti dal Guaraldi, sebbene tale ipotesi sia contestata. In ogni caso non viene utilizzato oggi con tale significato.
Viene anche usato come sinonimo di vasciajola, ovvero donna abitante del basso (vascio), ovvero le piccole abitazioni di uno o due vani poste al piano terra, con l'accesso diretto sulla strada, alla quale viene accomunata dal significato di donna di bassa condizione civile, sguaiata e volgare, abituata "al pettegolezzo e alla chiassata".
Il termine vaiassa è ricordato nel nome di uno strumento a percussione popolare, dotato di sonagli, chiamato nella lingua napoletana "scetavajasse", ovvero "sveglia-vajasse".
In Italia il termine è salito alla ribalta nazionale nel 2010, attribuito dall'allora ministro Mara Carfagna sulle pagine del quotidiano Il Mattino all'onorevole Alessandra Mussolini, che se ne è ulteriormente lamentata durante il dibattito sulla fiducia al governo, il 13 dicembre 2010. Due giorni dopo al parlamento europeo Sonia Alfano usò il termine per apostrofare Licia Ronzulli.